# Jack Evans (lední hokejista)
Jack Evans, celým jménem William John Trevor Evans, známý pod přezdívkou Tex (21. dubna 1928 – 10. listopadu 1996) byl kanadský lední hokejista. Narodil se ve vesnici Garnant na jihu Walesu, ale již v dětství se s rodiči přestěhoval do kanadského města Drumheller. Později hrál například za Chicago Blackhawks a další. Později působil jako trenér, v letech 1976 až 1978 například pro klub Cleveland Barons, později řadu let pro Hartford Whalers. Zemřel na karcinom prostaty ve věku 68 let.